# AMD Steamroller
Steamroller微架構，超微在發布AMD Bulldozer微架構時表示Bulldozer架構實現“一年一改進”，2011年發布首代Bulldozer架構，2012年發布第二代『增強型』Bulldozer架構（即Piledriver架構），2013年/2014年推出第三代Bulldozer架構（即Steamroller架構），2015年/2016年推出第四代Bulldozer架構（即Excavator架構）。

## 第三代Bulldozer架構：Steamroller
在2011年超微半導體已經提及到2013年第三代基於Bulldozer架構改進的新微架構以及其產品線， 並稱之為“下世代Bulldozer”，使用28納米製程。2011年9月21日，從超微官方洩漏的消息顯示這個使用28納米製程的“下世代Bulldozer”的微架構代號是“Steamroller”（中文：AMD 壓路機）。Steamroller對於前一代AMD Piledriver微架構的主要改進在於線程的並行性。基於AMD Steamroller微架構的處理器首發產品和目前的AMD Piledriver的一樣，是基於新微架構的AMD Fusion A系列APU，包括行動版本和桌上型版本，核心代號“Kaveri”。預計2013年發布,已延後為2014年發布。

## 主要特性
- 和AMD Bulldozer/Piledriver一致的“M-SPACE”模組化設計；
- 使用格羅方德的28納米SOI HKMG製程
- 優化線程排程方式，增強線程並行性以提升線程執行效率；[10]
- 基於Steamroller架構的AMD Fusion，顯示核心部分全面使用AMD Radeon HD 7900/7800/7700系列的GCN（Graphics Core Next）架構，並且CPU和內建GPU將實現統一記憶體定址空間。[11]
- 沿用的處理器插座，即Socket FM2+（AMD Fusion）、仍然繼續使用，晶片組除了可配套新發布的FCH晶片組（AMD Fusion晶片組代號代號“Bolton”）；[6]
- 已确认放弃发布除桌面Athlon II X4外的独立CPU 现已发布Athlon x4 860K 后者被认为是体质较差的A10-7850K屏蔽核显而来
- 單核心同頻效能約Phenom II(K10.5架構)下的0.9倍
- Steamroller將會採用radix-8 SRT浮點模塊，每週期運行指令將從目前的radix- 4單元的2條提高到3條。

Steamroller改變的是CPU中除法器（Divider）單元的設計 。 David M. Russinoff參與了Llano APU的設計，其DIV單元與前代K10沒有DIV硬件支持的設計有所不同，推土機繼承了K10的設計，FMAC（浮點累積乘單元）中的除法器功能有限。 現在Steamroller的設計類似Llano，當然不會是100%相同，因為它使用的是radix-8而非Llano的radix-4，每週期執行的指令數從2條提高到了3條。
對比Intel的前進的步伐，AMD其實還是慢了許多，因為Intel早在酷睿時代的Penryn架構上就已經採用radix-16除法器了，每週期指令數從原來的2條一下子提高到4條，數據延遲更低，浮點單元以及整數單元都可以從中受益。

## 處理器產品
- 消費級平台：
  - 第三代A系列APU桌上型版本，定位桌上型主流級平台。基於AMD Steamroller微架構的AMD Fusion A系列APU，核心代號“Kaveri”，其CPU部分將基於AMD Steamroller微架構，擁有一個至兩個Steamroller模組（每模組仍維持雙核心的設計）。也和現時的一樣分為A10、A8、A6和A4四大系列型號。
  - 第三代A系列APU行動版本則是主攻主流級和效能級筆記型電腦平台，AMD基於此將推出“Indus”行動平台。和桌上型版本的AMD Fusion A系列APU一樣的核心代號和系列型號劃分。[6][11]
  - 基於Steamroller架構的第三代AMD FX系列，定位桌上型效能級平台，2014年上市，取代基於Piledriver架構的第二代FX系列。（已取消）
- 而在企業級平台上，超微在2012年財政分析日上指出，在2014年基於AMD Steamroller架構的新版AMD Opteron系列處理器將取代基於AMD Piledriver架構之產品。（已取消）[6]

## 下一代微架構
在2014年的AMD路线图上，超微半導體表示『Excavator』（中文翻譯“挖掘機”）為第四代Bulldozer架構的代號，於2015年發布。和Piledriver、Steamroller一樣，首發產品仍然是A系列Fusion APU，並於2015年推出移动版；接著，AMD将放弃模块化设计，采用14/16nm finfet重新设计采用SMT多线程设计的处理器，代号“Zen”，於2016年发布。
AMD 於新加坡 Future of Compute 宣布 2015年行動藍圖，將以首款主打高效能的 SoC Carrizo 以及主流級的 Carrizo-L 兩款 APU 做為主力，將目標集中在跨遊戲、生產力應用與 4K 體驗提供解決方案；Carrizo 將導入全新的 x86 架構核心 Excavator 以及次代 Radeon GPU 架構，並且具備 HSA 1.0 異質運算技術，也同時支援微軟的 Windows 10。Carrizo APU 确定支持DirectX 12，而且是完全的Feature Level 12.0。

## 外部來源
- （英文） Secrets of Steamroller: Digging deep into AMD’s next-gen core（页面存档备份，存于）
- （日語） HSAがついに完成形となるCarrizoアーキテクチャ（页面存档备份，存于）